# Chiesa della Madonna della Catena (Polistena)
La chiesa della Madonna della Catena è un luogo di culto cattolico di Polistena.

## Storia
Sull'area in cui sorge la chiesa era presente un altro luogo di culto, dedicato a san Nicola da Tolentino, che venne distrutto dal terremoto che colpì la città di Polistena nel 1783. 
Il nuovo luogo di culto venne eretto tra il 1894 e il 1895 per volontà di Giuseppe Nicastro. Un'epigrafe all'interno è posta a memoria di tali eventi.

## Descrizione
La chiesa, a navata unica, ospita al suo interno una statua della Madonna della Catena in cartapesta, copia di una in legno di Francesco Morani, distrutta in un incendio, una statua lignea di San Giuseppe, dello stesso autore, ed una statua del Gesù Bambino di Praga.

## Festività e ricorrenze
- Festa di Maria Santissima della Catena (24 maggio, con processione per le vie cittadine).[4]

## Titoli
- Chiesa sussidiaria. Il luogo di culto appartiene alla Parrocchia di Santa Marina Vergine.